# Erika Meingast

Hochzeit Einladung für die Eltern von Erika Meingast

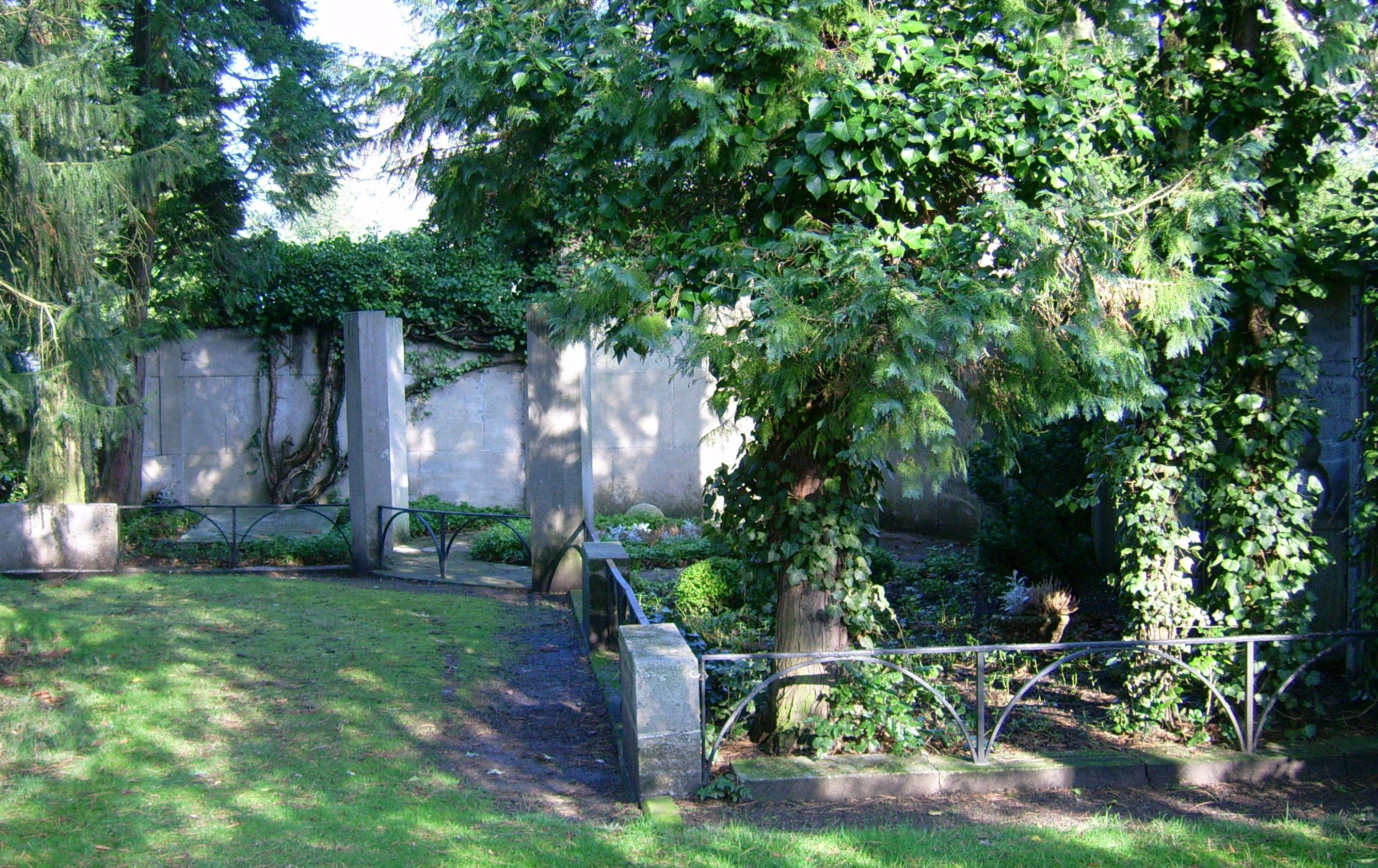
Wieman-Familiengrabstätte in Osnabrück

Erika Meingast (* 12. Mai 1901 nahe Frankenmarkt; † 7. Oktober 1972, eigentlich Friederike Anna Hedwig Erbersdobler) war eine österreichische Schauspielerin.
1929 trat sie am Renaissance-Theater in Berlin in „Krankheit der Jugend“ von Ferdinand Bruckner auf.
1926 heiratete sie den deutschen Schauspieler Mathias Wieman. Ihr Mann starb 1969. Sie überlebte ihn um drei Jahre. Die Urnen beider wurden in der Wiemanschen Grabstätte auf dem Johannisfriedhof in Osnabrück, dem Geburtsort ihres Ehemannes, beigesetzt. 